# Damias bipars
Damias bipars är en fjärilsart som beskrevs av George Francis Hampson 1900. Damias bipars ingår i släktet Damias och familjen björnspinnare. Inga underarter finns listade i Catalogue of Life.